# روابط ایران و کومور
روابط ایران و کومور روابط دو جانبه بین کومور و جمهوری اسلامی ایران می‌باشد. این دو کشور روابط گرمی داشتند تا اینکه بعد از انتخابات ریاست جمهوری جدید کومور و بعد از حمله ایران به سفارت‌های عربستان در تهران و مشهد و به آتش کشیدن آن‌ها، دولت کومور در اعتراض به این حرکت، با ایران قطع رابطه کرد.
مجمع‌الجزایر قُمُر یا کومور در جنوب شرقی آفریقا در آب‌های اقیانوس هند و در شرق سواحل موزامبیک و شمال غربی ماداگاسکار قرار دارد. مساحت آن ۲۲۳۶ کیلو مربع است. کومور از ۷ جزیره تشکیل شده که به شکل فدرال اداره می‌شود. مرکز حکومت آن مورونی است که در جزیره گراند کومور قرار دارد. جمعیت این کشور بیش از یک میلیون نفر است و بیش از ۹۹ درصد مسلمان سنی مذهب هستند.

## پیشینه
سال‌ها پیش از شیراز عده‌ای ایرانی به کومور رفته‌اند و ماندگار شده‌اند. هنوز قبرستان شیرازی‌ها در این جزایر وجود دارد و مردم به عنوان اجداد خود با افتخار از آنها یاد می‌کنند.

## روابط سیاسی
روابط سیاسی ایران و کومور در سال ۱۳۸۵ با پیروزی عبدالله سامبی در انتخابات ریاست جمهوری آن کشور و حضور هیئت جمهوری اسلامی ایران در مراسم تحلیف وی، باعث توسعه بیشتر روابط سیاسی دو کشور شد. در دیدار رئیس جمهور وقت ایران، احمدی‌نژاد، با عبدالله سامبی رئیس جمهور کومور، طرفین بر گسترش هرچه بیشتر روابط تأکید نمودند. در سفر رئیس جمهور کومور به تهران، وی با آیت الله خامنه‌ای دیدار کرد. در سال ۱۳۹۱به دنبال سفر وزیر امورخارجه و معاون رئیس جمهور کومور برای شرکت در کنفرانس سران جنبش عدم تعهد در تهران، سفر وزیر امورخارجه وقت ایران به کومور زمینه‌های توسعه روابط فی‌مابین همچنان رو به گسترش بود.
در ۲۶ خرداد ۱۳۸۷، احمد عبدالله سامبی رئیس جمهور کومور در رأس هیئتی بلندپایه و برای انجام سفری دو روزه به تهران رفت و در نهاد ریاست جمهوری مورد استقبال محمود احمدی‌نژاد رئیس جمهور وقت ایران قرار گرفت. عبدالله سامبی در این سفر برای یک اقامت ۴ روزه به مشهد رفت و ضمن زیارت امام رضا از بعضی مراکز تجاری و صنعتی این شهر بازدید و با مسئولان این شهر نیز دیدار و گفتگو کرد. وی گفت: ما برای همکاری متقابل در زمینه‌های مختلف همچون اعزام مبلغ، مدرس و دانشجو و ساخت کارخانه‌های سیمان و مراکز تولیدی و تجاری با کشور ایران به ویژه استان خراسان رضوی آمادگی کامل داریم.
در اسفند ماه ۱۳۸۷ احمدی‌نژاد رئیس جمهور وقت ایران به کومور سفر کرد و با رئیس جمهور این کشور، سامبی، دیدار کرد. احمدی‌نژاد برای مردم مورونی که برای استقبال آمده بودند سخنانی ایراد کرد و گفت، دشمنان می‌خواستند راه پیشرفت را به روی ملت‌ها ببندند اما ملت ایران آماده است تجربیات خود را در قالب آموزش‌های تخصصی و دانش فنی در اختیار ملت‌های آزاده و به خصوص کومور قرار دهد. در جریان این سفر به چهار یادداشت تفاهم بین دو کشور به امضاء رسید که شامل تفاهم در زمینه «توسعه روابط سیاسی و تشکیل کمیسیون مشترک»، «لغو روادید سیاسی و خدمت در ترددهای رسمی میان دو کشور»، «کمک‌های توسعه‌ای دولت جمهوری اسلامی ایران به اتحادیه کومور» و «تأسیس مرکز آموزش فنی وحرفه‌ای در کومور» می‌باشد.
در شهریور ۱۳۸۸ محمود احمدی‌نژاد در گفتگوی تلفنی با احمد عبدالله سامبی روابط ایران و کومور را برادرانه و سازنده ارزیابی کرد و گفت: جمهوری اسلامی ایران برای گسترش و تعمیق روابط دو جانبه با مردم مسلمان کومور در عرصه‌های مختلف هیچ محدودیتی قایل نیست. رئیس جمهور کومور نیز تبریک انتخاب مجدد احمدی‌نژاد، خواستار توسعه هر چه بیشتر مناسبات برادرانه دو کشور شد.
در شهریور ۱۳۹۰ محمود احمدی‌نژاد در جریان سفر به نیویورک به منظور شرکت در شصت و ششمین مجمع عمومی سازمان ملل در دیدار با اکیلیلو دونین رئیس جمهور کومور روابط دو کشور را مستحکم و برادرانه دانست و گفت: هیچ مانعی در مسیر توسعه روابط میان دو کشور وجود ندارد.
در تیرماه ۱۳۹۲ علی اکبر صالحی وزیر امور خارجه وقت ایران به کومور سفر کرد و در این سفر با ایکیلیلو دونین، رئیس جمهور کومور دیدار و گفتگو کرد. صالحی با ابراز خرسندی از حضور در این کشور در ایام جشن سالگرد استقلال کشور کومور، پیام ملت و دولت ایران را به مردم این کشور رساند.
در ۲۱ اسفند ۱۳۹۲ مجید انصاری، معاون رئیس جمهوری در امور مجلس در دیدار با فرستاده ویژه رئیس جمهور کومور گفت: ایران آمادگی دارد تا در راستای پیشرفت و ارتقای سطح زندگی مردم کومور تجربیات خود را در اختیار این کشور قرار دهد.
در بهمن ۱۳۹۵ الحبیب عباس عبدالله سفیر کومور در عربستان سعودی اعلام کرد که کشورش کلیه دفاتر ایرانی که با پوشش مؤسسه خیریه فعالیت می‌کردند، را تعطیل کرد. وی گفت، ایران از طریق مؤسسات خیریه‌ای که در واقع مؤسسه خیریه نیستند وارد کومور شد. وی همچنین گفت، ایران از طریق دفاتر خود در جمهوری کومور مردم این کشور را به تشیع فرامی خواند باتوجه به اینکه این موضوع تهدیدی برای کشور ما محسوب می‌شود، سفارت ایران را از ۷ ماه پیش و در پی حمله به سفارت عربستان در تهران بستیم. وی گفت، ایران در کومور فعالیت‌هایی داشت که مردم از این طریق جذب تشیع کردند ولی ما با قاطعیت با ایران برخورد کردیم.
در تیر ماه ۱۳۹۶ عثمان غزالی رئیس جمهور مجمع الجزایر کومور در گفتگو با روزنامه الشرق الاوسط، بر ایستادگی کشورش در کنار عربستان علیه تروریسم تأکید کرد. وی گفت کشورش به ایران اجازه شیعه کردن مردمش را نخواهد داد. غزالی همچنین گفت ایران از فقر و تنگدستی برای اجرای پروژه صفوی شیعی در یکی از جزایر کومور استفاده کرد ولی ما به وی اجازه عملی کردن پروژه اش را در کشورمان نخواهیم داد. وی گفت، ایران تلاش کرد که از طریق دفاتر پوششی تحت عنوان خیریه در کومور دخالت کند ولی مشخص شد که این‌ها دفاتری در خدمت طمع ورزی‌های ویژه تهران در منطقه برای ادامه نیات توسعه طلبانه اش در کشور ما بوده‌است و نزدیک بود که یکی از جزایر چهارگانه به دامن ایران بیفتد اما دولت ما موفق به جلوگیری از آن شد.
در خردادماه ۱۴۰۲ در حاشیه اجلاس دوستان بریکس در کیپ‌تاون در کشور آفریقای جنوبی وزیر خارجه کومور در دیدار با وزیر امور خارجه ایران از تمایل کومور برای ازسرگیری روابط با ایران خبر داد که با استقبال همتای ایرانی روبرو شد.

## مذهبی - فرهنگی
کمیته امداد خمینی در کومور در ماه محرم، حسینیه‌هایی را در این کشور برپا کرده و برخی از سخنرانان و علمای شیعه را از کشورهای نزدیک مانند ماداگاسکار به این مجمع الجزایر آورد. در برنامه‌های این حسینیه‌ها برخی از مقامات دولتی و افراد تازه شیعه شده شرکت داشتند.
هیاتی از حوزه علمیه قم در آذر ۱۳۸۸ وارد کومور شده و از مرکز علمی فرهنگی در این کشور بازدید کرد. در این مرکز فرهنگی علمی دانشکده پژوهش‌های اسلامی وابسته به حوزه علمیه قم نیز وجود دارد. این هیئت خواستار امضای توافقنامه همکاری با دانشگاه کومور شد. حوزه‌های علمیه و مراکز آموزش عالی دینی در ایران نیز به دانشجویان کومور که علاقه‌مند به مذهب شیعه باشند، بورسیه‌های تحصیلی اعطا می‌کنند. این افراد پس از تحصیل علوم دینی در ایران به جزایر کومور برمی گردند.
در ۲۱ مرداد ۱۳۹۳ در دیدار سفیر کومور و هیئت همراه با اعرافی رئیس جامعه‌المصطفی که در سازمان مرکزی المصطفی برگزار شد، بر همکاری‌های دوجانبه جامعه‌المصطفی و مراکز علمی کومور تأکید گردید. در شهریور ۱۳۹۳، رئیس دانشگاه مذاهب اسلامی در دیدار با احمد عبدالله احمد مواتان سفیر اتحادیه کومور، بر ضرورت روابط میان پیروان تمامی مذاهب به صورت فرا مذهبی و بر مبنای اسلام تأکید کرد.
ایران اقدام به تأسیس دانشگاه‌ها، مراکز فرهنگی و حسینیه‌هایی در کشور جزایر کومور کرده‌است. «الطیب» از پژوهشگران فعال در جزایر کومور گزارشی را ارائه کرده‌است که براساس آن ایران تلاش می‌کند تا کنترل اقتصادی جزایر کومور را در اختیار خود بگیرد و مذهب تشیع را در این کشور گسترش دهد.

## اقتصادی
صالحی وزیر امور خارجه وقت ایران که در تیر ماه ۱۳۹۲ به کومور سفر کرده بود در دیدار با مسؤلین این کشور اعلام کرد یکی از مهمترین مشکلات کوموری‌ها نداشتن برق کافی است و گفت: کومور از امکانات زیربنایی کافی برای برق بهره‌ای ندارد، به همین منظور در پی راه حلی برای حل مشکلات برق و سوخت مردم کومور از جمله سلول‌های خورشیدی و توربین‌های بادی هستیم.

## گردشگری
در ۲۴ آبان ۱۳۸۸ کشور کومور از طریق سفارت خود در امارات متحده عربی و دیگر کشورهای عربی اقدام به ثبت‌نام از اتباع ایرانی برای عزیمت به آن کشور کرده‌است. کومور به سفارت خود در کشور امارات متحده عربی دستور داده‌است برای اتباع کشورهای دیگر از جمله ایران که فاقد گذرنامه می‌باشند، برای ورود به کشور کومور به مدت دو ماه گذرنامه به تابعیت جمهوری کومور صادر کنند.